# Hippeastrum santacatarina
Hippeastrum santacatarina là một loài thực vật có hoa trong họ Amaryllidaceae. Loài này được (Traub) Dutilh mô tả khoa học đầu tiên năm 1997.